# رابرت اسپیلین
رابرت اسپیلین (انگلیسی: Robert Spillane؛ ۲۱ سپتامبر ۱۹۶۴ – ۲۰۱۰) یک هنرپیشه اهل ایالات متحده آمریکا بود.